# Cueva de Panakiwuk
La cueva de Panakiwuk es una cueva situada en la isla de Nueva Irlanda y descubierta en los años 1980. Es de interés histórico y natural por los restos arqueológicos, que incluyen algunas de las colecciones humanas y fauna variante más antiguas de Oceanía y por las formaciones de espeleotemas: estalactitas y estalagmitas que tapizan techos y paredes. La cueva de Panakiwuk es una de las que contiene evidencias de vida humana desde hace unos 15.000 años a.p. Estas fechas proveen evidencias de los ascendientes de la cultura Lapita. Los hallazgos en esta y otras cuevas vecinas demuestran colonización humana antes de las regiones continentales y proveen documentación de la colección de artefactos así como el uso de la preparación de comida marina.

## Ubicación
Panakiwuk es una hendidura rocosa ubicada sobre una gran dolina erosionada en el norte de Nueva Irlanda. Se ecuentra a unos 4 kilómetros (2,5 mi) de la costa. Se encuentra en una zona boscosa sobre terreno accidentado.

## Arqueología
La evidencia arqueológica sugiere uso intermitente del refugio por parte de humanos que se desplazan entre las costas y que practicaban la cazan en el bosque. Los depósitos culturales alcanzan una profundidad promedio de 1,45 metros (4,8 pies) en la excavación principal con otros pozos entre 60 centímetros (23,6 plg) y 80 centímetros (31,5 plg). Basado en fechas de radiocarbono calibrado, la cueva de Panakiwuk fue ocupada por primera vez entre el 15.000 y el 14.000 años a.p., pero la ocupación parece haber sido esporádica. Los principales yacimientos arqueológicos datan del año 10.000 a 8.000 a.p. Las evidencias sugieren que la cueva fue abandonada durante la mayor parte del Holoceno, con una reocupación menor después del 1.600 año a.p.
Los artefactos de piedra en la cueva consiste principalmente en escamas simples sin retoques, que, en promedio, son pequeñas en Panakiwuk en comparación con las que se encontraron en la cueva de Matenkupkum y la cueva de Matenbek, donde predominan los guijarros de río en escamas. Las herramientas de concha también aparecen a lo largo de la cueva. La obsidiana es importada de Nueva Bretaña. En la cueva se encontraron huesos de aves, pero contiene la menor cantidad de huesos de especies extintas en comparación a cuevas de la isla. Estos datan principalmente de entre 10.000 y 8.000 años a.p. sugieren que gran parte de la extinción ya había tenido lugar en esos años.
La cueva es una de las que contiene evidencia de fauna que pueda corroborar la era de los fragmentos arqueológicos. Se ha mostrado evidencia de la presencia de roedores, aves y reptiles que junto con los hallazgos de herramientas hace pensar de la probabilidad de caza entre los habitantes antiguos de la región. Las especies del roedor la datan con radiocarbono a aproximadamente 17 a 20 mil años a.p.
Evidencias arqueológicas post-Lapita, especialmente de los últimos 2.000 años son difíciles de modelar debido a la limitada investigación arqueológica. El material de esta cueva sobre este segmento de tiempo es irregular y poco concluyente de la habitación humana de esa era.